# Иловицы
Иловицы — опустевшая деревня в Кувшиновском районе Тверской области. Входит в состав Тысяцкого сельского поселения.

## География
Находится в центральной части Тверской области на расстоянии приблизительно 16 км по прямой на север-северо-запад от города Кувшинова, административного центра района.

## История
Была отмечена еще на карте 1825 года. В 1859 году здесь (деревня Вышневолоцкого уезда) было учтено 40 дворов. На карте 1938 года отмечена как поселение с 72 дворами. До 2015 года входила в состав Борзынского сельского поселения. По состоянию на 2020 год опустела.

## Население
Численность населения составляла 303 человека (1859 год), 15 (русские 100 %) в 2002 году, 1 в 2010.